# RS-832
Pour les articles homonymes, voir Route 832.
La RS 832 est une route locale du Nord-Ouest de l'État du Rio Grande do Sul qui relie la RS-168, dans la municipalité de São Luiz Gonzaga, à la RS-561, dans celle de Dezesseis de Novembro. Elle dessert ces deux seules communes, et est longue de 14,380 km.